# Ōkuninushi
Ōkuninushi (Ortografia històrica: Ohokuninushi), també conegut com a Ō(a)namuchi (Oho(a)namuchi) o Ō(a)namochi (Oho(a)namochi) entre d'altres noms, és un kami de la mitologia japonesa. És una de les deïtats principals que es troben al llibre mitològic del Kojiki (712) i del Nihon Shoki (720) juntament amb la deessa del sol Amaterasu i son germà, el déu salvatge Susanoo, qui és reconegut com a avantpassat llunyà o pare del mateix Ōkuninushi. En aquests texts, Ōkuninushi (Ōnamuchi) és presentat com el líder dels kunitsukami, els déus de la terra, així com el governant primigeni del món terrenal, anomenat Ashihara no Nakatsu Kuni (葦原中国, País central de la plana dels joncs). Quan les deïtats celestials (amatsukami), liderades per Amaterasu, van exigir els seus drets per a governar sobre el món terrenal, Ōkuninushi va acceptar aquestes demandes, retirant-se al món de les ombres (幽世, Kakuriyo), el govern del qual se li lliurà en intercanvi. El net d'Amaterasu, Ninigi, va descendir llavors dels cels per tal de governar Ashihara no Nakatsu Kuni, esdevenint posteriorment l'avantpassat de l'Emperador del Japó.
Ōkuninushi està estretament relacionat amb l'antiga província d'Izumo (actual prefectura de Shimane) al Japó occidental; de fet, el mite de la seua derrota front les deïtats celestials pot reflectir la subjugació i absorció d'Izumo per la província de Yamato, a l'actual prefectura de Nara. Més enllà del Kojiki i el Nihon Shoki, l'informe provincial encarregat per la cort imperial conegut com a Fudoki d'Izumo datat en l'inici del segle vii conté diversos mites sobre Ōkuninushi (dit ací Ōanamochi) i deïtats relacionades. Els mites protagonitzats per Ōkuninushi (o deïtats equivalents a ell) han estat trobats als Fudoki d'altres províncies com la de Harima (actualment part de la prefectura de Hyōgo). Ōkuninushi també és conegut pels nombrosos afers amorosos amb un gran nombre de deesses que van resultar en el naixement de molts déus, com ara Kotoshironushi i Takeminakata.
Ōkuninushi es troba entronitzat a molts santuaris xintoistes arreu de tot el Japó, com ara el gran santuari d'Izumo a Shimane, sent el més conegut dedicat a ell. La religió Izumo Taisha kyō amb seu al santuari considera a Ōkuninushi la seua deïtat principal i objecte màxim de devoció. El déu Ōkuninushi també ha estat sincretitzat sovint amb el déu Daikokuten (al seu torn, una interpretació japonesa de Mahākāla, la interpretació budista del déu Shiva) degut al culte sincètic entre xinto i budisme comú al Japó d'abans de la restauració Meiji.

## Santuaris

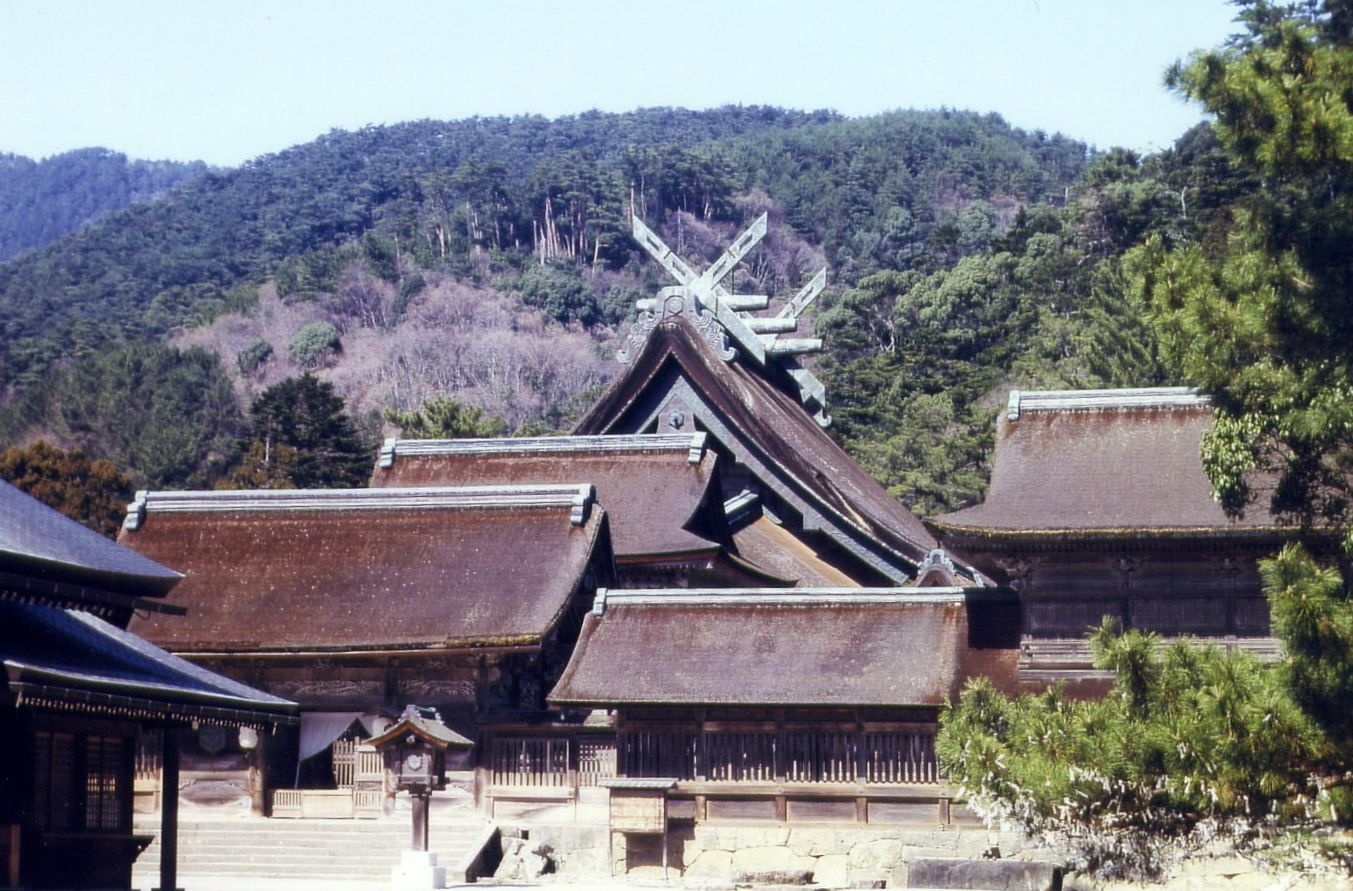
Gran santuari d'Izumo

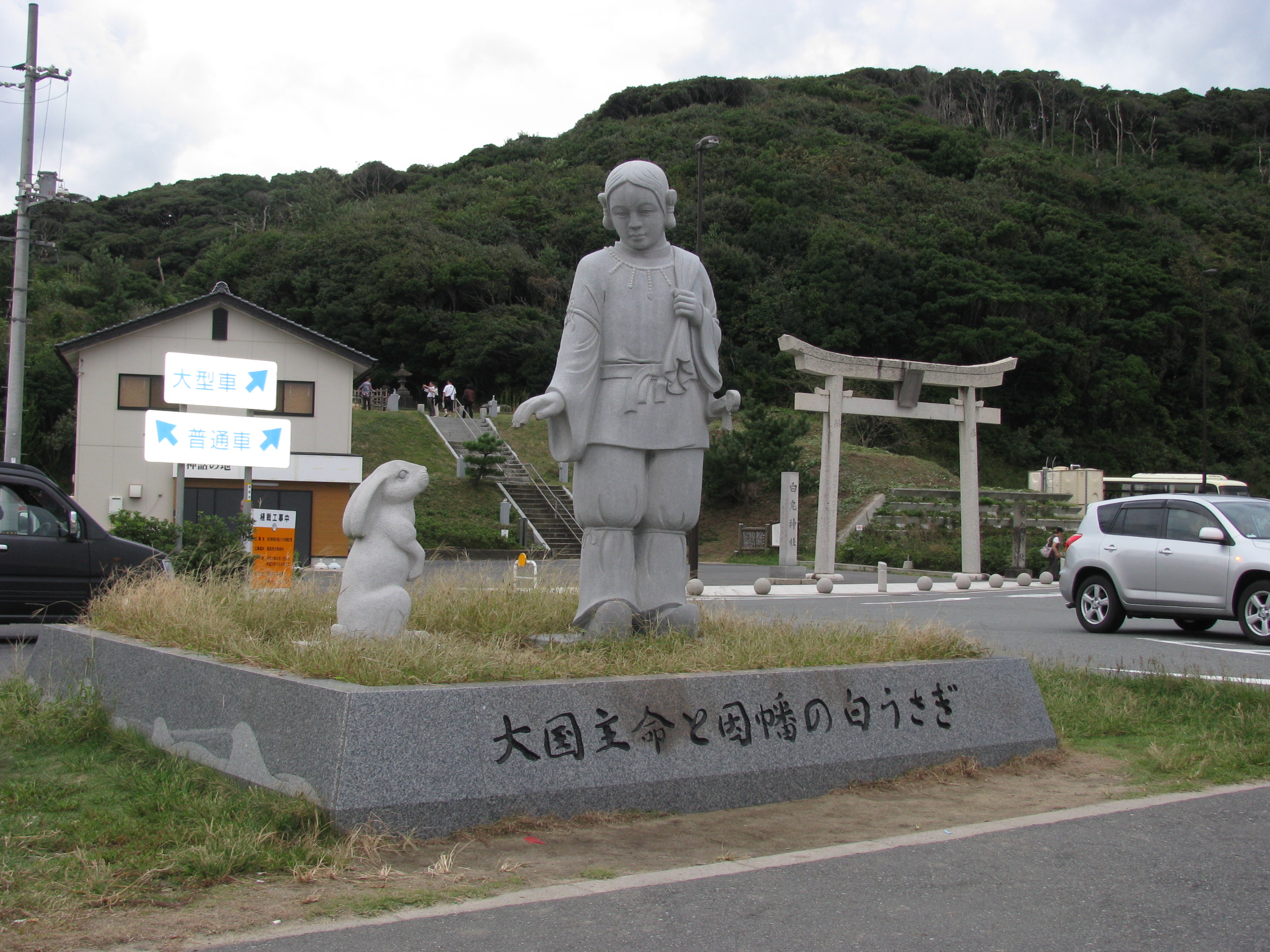
Ōkuninushi i el conill blanc d'Inaba

- Gran santuari d'Izumo (Izumo, prefectura de Shimane)
- Santuari de Mononobe (Ōda, prefectura de Shimane)
- Santuari d'Ōarai-Isosaki (Ōarai, prefectura d'Ibaraki)
- Santuari de Kanda (Chiyoda, Tòquio)
- Santuari d'Ōkunitama (Fuchū, Tòquio)
- Santuari de Hikawa (Saitama, prefectura de Saitama)
- Santuari d'Ichinomiya-Nukisaki (Tomioka, prefectura de Gunma)
- Santuari Futa-Arayama d'Utsunomiya (Utsunomiya, prefectura de Tochigi)
- Santuari Futarasan de Nikkō (Nikkō, prefectura de Tochigi)
- Santuari d'Ōsaki (Mooka, prefectura de Tochigi)
- Santuari de Takase (Nanto, prefectura de Toyama)
- Gran santuari de Keta (Hakui, prefectura d'Ishikawa)
- Santuari de Keta (Nanao, prefectura d'Ishikawa)
- Santuari d'Oguni (Mori, prefectura de Shizuoka)
- Gran santuari de Suwa (Suwa, prefectura de Nagano)
- Gran santuari de Nangū (Tarui, prefectura de Gifu)
- Santuari Minashi de Hida (Takayama, prefectura de Gifu)
- Gran santuari de Hiyoshi (Ōtsu, prefectura de Shiga)
- Gran santuari de Takebe (Ōtsu, prefectura de Shiga)
- Santuari de Toga (Toyokawa, prefectura d'Aichi)
- Santuari d'Izumo (Kameoka, prefectura de Kyoto)
- Santuari d'Atago (Kameoka, prefectura de Kyoto)
- Santuari d'Ikkyū (Fukuchiyama, prefectura de Kyoto)
- Santuari de Jishu (Kyoto, prefectura de Kyoto)
- Santuari d'Ōkuninushi (Osaka, prefectura d'Osaka)
- Santuari de Dōmyōji (Fujiidera, prefectura d'Osaka)
- Santuari d'Ōmiwa (Sakurai, prefectura de Nara)
- Santuari d'Arima (Kobe, prefectura de Hyogo)
- Santuari de Takasago (Takasago, prefectura de Hyogo)
- Santuari d'Iwa (Shisō, prefectura de Hyogo)
- Santuari de Nakayama (Tsuyama, prefectura d'Okayama)
- Santuari de Hirō (Nachi-Katsuura, prefectura de Wakayama)
- Santuari de Kotohira (Kotohira, prefectura de Kagawa)
- Santuari de Yahoko (Anan, prefectura de Tokushima)
- Santuari de Hokkaidō (Sapporo, Hokkaidō)